# 苏瓦乌基
苏瓦乌基（波蘭語：Suwałki）是波兰波德拉谢省东北部的县级市，邻近立陶宛边境，人口約6.8萬，是該省的第二大城市。苏瓦乌基峡以此地命名。

## 友好城市
- 法國 大桑特